# Wandella
Wandella là một chi nhện trong họ Filistatidae.